# Riu Liao
El riu Liao (xinès: 遼河) és un llarg riu de la Xina. Amb 1.345 km, es tracta del principal curs d'aigua del sud de Manxúria. El seu nom deriva de la regió de Liao, un nom històric de la Manxúria del sud, i al seu torn els noms de la província xinesa de Liaoning i de la península de Liaodong deriven del nom del riu.
En les darreres dècades, el ràpid desenvolupament de la indústria pesant (energia, petroquímica, metal·lúrgia, maquinària i producció de materials de construcció) a la conca del riu ha fet una gran contribució al ràpid creixement de la urbanització i la industrialització a la Xina, fent que sigui un dels rius més greument contaminats de la Xina.

## Nom
El riu Liao pren el seu nom després de la confluència de dos cursos d'aigua diferents, el Xiliao (literalment, el Liao de l'oest) i el Dongliao (el Liao de l'est). El Xiliao (en xinès, 西辽河 ; en mongol, Xar Mörön; escrit en xinès 西拉木伦河, Xila Mulun He), és el més llarg d'aquests dos cursos d'aigua, provinents de l'oest. Té el seu naixement en el Baicha Shan (白岔山), al sud-oest de la bandera de Hexigten, al sud-est de Mongòlia Interior i va llavors globalment cap a l'est.
El delta del Liao té una topografia plana formada per sòls de sediment tou, amb meandres canviants, i amb el risc de pujades de tempesta a causa de la baixa elevació de la regió, suposava un enorme problema en el control de les inundacions, particularment amenaçadores per a Yingkou. Els rius Taizi (太子河), abans conegut com Yan River (衍水) o Liang (梁水) i el riu Hui (浑河, riu fangós), històricament conegut com Petit Liao (小辽水) o riu Shen (沈水) convergien en el Wailiao，del què també n'esa tributari el Liao fins què el 1958 un projecte d'enginyeria fluvial va separar el seu curs per fer desembocar el Taizi i el Liao per separat directament a la badia de Bo Hai per controlar les inundacions.

## Conca
Situada en la costa de les ciutats de Panjin i Jinzhou, s'estén des de l'estuari de Xiaoling He, a l'oest, i l'estuari de Shuangtai He i els canyissars de l'estuari del riu Liao, a l'est. Hi ha extenses planes de marea i grans canyissars, amenaçats per l'extracció de petroli en els camps de Liaohe. L'IBA no destaca la importància dels ocells, però sí l'aparició ocasional de foca comuna a mitjan març.
La seva àrea de drenatge està separada de la conca del Sungari al nord-est per un cinturó de terreny que s'ha elevat suaument al llarg del temps geològic, mentre que la zona de la plana ha anat disminuint gradualment des del Mesozoic. La conca hidrogràfica ha experimentat un augment elevat en el temps geològic recent.

## Curs
El riu Liao es forma a partir de la confluència dels seus dos principals afluents, el riu Xiliao a l'oest i el riu Dongliao a l'est. L'afluent occidental resideix íntegrament a Mongòlia Interior, i està format per la confluència del riu Xar Moron i el riu Laoha a aproximadament 43° 25' N, 120° 45' E, abans de ser reforçat per un altre afluent anomenat riu Xinkai a la seva secció inferior. L'afluent oriental sorgeix a l'oest de la província de Jilin i passa per un curs en forma de S abans de trobar-se amb el seu homòleg prop de la regió d'unió de Liaoning, Jilin i Mongòlia Interior, aproximadament 42° 59' N, 123° 33' E.
El riu resultant, el riu Liao pròpiament dit, entra després a la província de Liaoning i cursa cap al sud a través de la plana del nord-est de la Xina, rebent nombrosos afluents al llarg del camí. Fa un gir cap a l'oest prop de la ciutat de Pingdingbao, comtat de Tieling, i després de rebre més afluents, guanya un sobrenom d'ús poc freqüent Juliu River (巨流河, 'riu gegant del riu'). El riu Liao girarà cap al sud-oest fins a arribar prop de l'estació hidrològica de Liujianfang (六间房水文站) al comtat de Tai'an, i històricament es bifurca en dos distribuïdors, formant el delta del riu Liao (辽河三角洲). El distribuïdor occidental del delta, originalment més petit, es va anomenar riu Shuangtaizi (双台子河) fins al 2011, rep l'afluent del riu Raoyang al comtat de Panshan de Panjin abans de desembocar a la badia de Liaodong del mar de Bohai a l'oest del comtat de Dawa. El distribuïdor oriental, originalment el més gran i el cos principal del riu Liao inferior, s'anomenava riu Wailiao (外辽河, 'Riu Liao exterior'). El riu Wailiao va viatjar cap al sud per recollir dos grans afluents, el riu Hun i el riu Taizi, en una confluència localment denominada riu Trident (三岔河), on després va adoptar el nou nom de riu Daliao (大辽河, 'Gran riu Liao') i desguassava a la badia de Liaodong just a l'oest de Yingkou.
No obstant això, el delta del riu Liao té una topografia plana formada per sòls de sediments suaus, amb canals fluvials que van tenir una rica història de desviació. Això, juntament amb el risc d’onades de tempesta a causa de la baixa altitud de la regió, va crear un gran problema en el control d'inundacions. Aquest risc d'inundació a la secció costanera del sistema del riu Liao era especialment amenaçador per a Yingkou, una ciutat immediatament adjacent a la desembocadura del riu Daliao i que viuen 2 milions de persones. El 1958, el riu amunt del riu Wailiao a Liujianfang va ser bloquejat mitjançant un projecte d'enginyeria fluvial, redirigint el flux d'aigua del riu Liao pròpiament completament cap al riu Shuangtaizi (que va ser rebatejat com a simplement riu Liao el 2011), efectivament separa el riu Hun i el riu Taizi del sistema del riu Liao. Per tant, el sistema del riu Daliao es considera un sistema d'aigua independent propi des de 1958, i el riu Hun i Taizi ja no són afluents del riu Liao. A més, a causa del tall del cabal aigües amunt del riu Wailiao, el riu Liao ja no té cap distribuïdor, per tant, tècnicament, el delta del riu Liao també va deixar d'existir a partir de 1958, però el terme es manté en ús per descriure l'àrea de Panjin entre la riba esquerra del riu Liao i la riba dreta del riu Wailiao/Daliao.

## Tributaris
Els principals tributaris del Liao son el riu Xiliao i el riu Dongliao.
El riu Xiliao, riu Liao de l'oest, històricament conegut com Huang River (潢水), és el tributari més llarg, amb 449 quilometres drenant una conca de 136.000 quilòmetres quadrats i està format per la confluència dels rius Laoha (老哈河) pel sud-oest, i el Xar Moron (西拉木伦河) per l'oest, i flueix en tot el seu recorregut en direcció est per la Mongòlia Interior. En el curs inferior se li uneix un gran tributari, el riu Xinkai (新开河), que recull la banda sud-est de les muntanyes Gran Khingan, i en les cotes altes està sec tret d'en turmentes i 8 quilometres al nord de Shuangliao, abans de girar al sud-est per unir-se al Dongliao per formar el Liao a prop de la frontera de Liaoning, Jilin i la Mongòlia Interior.
El riu Dongliao (东辽河, riu Liao de l'est) és l'altre tributari major del Liao, recorrent 360 quilometres drenant una conca de 11.500 quilòmetres quadrats i 88 tributaris, 23 d'ells de dimensions considerables. Es forma a les muntanyes baixes a prop del comtat de Dongliao a Jilin, on recull la major part del seu recorregut, els afluents més importants convergeixen a Liaoyuan i llavors travessa un curt tram cap a l'oest a través de Liaoning i torna cap al nord abans de canviar cap al sud-oest per convergir amb el Xiliao.

### Antics afluents
- Riu Huen (浑河, riu tèrbol), històricament també conegut com el petit riu Liao (小辽水) o el riu Shen (沈水), va ser formalment el segon afluent més gran del riu Liao després del riu Siliao. El riu Huen, de 415 km de llargada drenava una conca d’11.500 km² , tenien nombrosos afluents propis. Travessava la zona més poblada de la província de Liaoning, incloent la capital provincial i la ciutat més gran (també a tot el nord-est de la Xina), Šenjang, així com la desena ciutat més gran, Fušun. El riu va rebre el seu nom actual pel ràpid flux del cabal i la gran càrrega de sediments, que porta al seu aspecte fangós. Les fonts del riu Huen tenen el seu origen a les muntanyes Qian, una branca de les muntanyes Changbai,[8] on el riu també s'anomena riu Nalu (纳噜水) o riu Vermell (红河) i desemboca a l'embassament de Dahuofang (大众房水库) de 5437 km³ , que subministra aigua potable a les ciutats circumdants de Shenyang, Fushun, Ljaojang, Anšan, Panđin, Jingkou i Daljen. La secció mitjana del riu també s'anomena riu Shen, que va donar nom a la capital Shenyang al seu nord, i la part inferior també s'anomena riu Klam (蛤蜊河).

L'any 1800, el riu Huen es va unir al riu Wailiao i després al riu Taiji prop de Haicheng -la confluència dels tres rius també era coneguda com el riu Trident - formant així el riu Daliao, que desembocava a la badia de Liaodong. Tanmateix, el 1958 Es va dur a terme un projecte d'enginyeria fluvial per resoldre el problema del control d'inundacions a la zona costanera prop de Jingkou. L'aigua amunt del riu Weiliao a Liuzhenfang està bloquejada, desviant el flux del riu Liao cap al riu Shuangtai, tallant efectivament el riu Huen i el riu Taiji del cos principal del sistema del riu Liao. Per tant, des de 1958, el riu Huen es consideren un sistema fluvial independent i ja no és afluent del riu Liao.
- El Riu Taizi (太子河, "Riu Corona"), històricament també conegut com riu Yen (衍水) o riu Liang (梁水), rep el nom de la llegenda que va ser l'últim refugi del príncep hereu Dan de Yan, que fugia de la Conquesta de Qin després d'un intent d'assassinat fallit del rei Chin. Formalment era el tercer afluent més gran del riu Liao, amb una longitud de 413 km i que drenava una conca de 13.900 km². El riu Taizi, com el riu Huen que discorre paral·lel al nord, travessa algunes de les regions agrícoles i industrials més importants del sud de Liaoning, incloses les ciutats de Benxi, Anshan i Liaoyang. Igual que el seu germà riu Huen, el riu Thaizi té nombrosos afluents, inclosos els dos més grans que es fusionen per formar-lo. Les seves fonts provenen de les zones muntanyoses entre Bensi i Fušun, i contenen les famoses coves d'aigua de Bensi. Igual que el riu Huen, el riu Taizi ja no és un afluent del riu Liao des de l'eliminació del riu Weyliao aigües amunt el 1958.

## Estuari del riu Liao
En l'estuari del riu Liao, de grans dimensions, es troben la Reserva natural nacional de l'estuari de Shuangtai, creada en 1988, el lloc Ramsar de l'estuari de Shuangtai, creat en 2004 amb una extensió de 1280 km² i l'IBA de l'estuari de Shuangtai i el golf interior de Liaodong, amb 1300 km².

#### Reserva natural
La Reserva natural de l'estuari de Shuangtai és famosa perquè en el delta del riu es troba la Platja vermella de Panjin, 35 km² coberts de llim que, a la tardor, es tenyeixen d'un color vermell intens a causa de la presència d'una alga de la subfamília Chenopodioideae, Suaeda glauca. El govern ha instal·lat unes llargues passarel·les que serveixen per a observar aquest fenomen. La reserva, creada en 1988, és un ecosistema important per als ocells

#### Lloc Ramsar
El lloc Ramsar de l'estuari del riu Liao, establert en 2004 amb 1280 km² d'extensió, inclou la part essencial del pantà de joncs Phragmites communis més gran del món, una gran àrea de la comunitat de quenopodiàcies Suaeda i una zona de mar poca profunda. Proporciona un hàbitat important per al descans i la reproducció de més de 100.000 ocells aquàtics de 106 espècies, inclosa la grua siberiana, en perill crític d'extinció, la cigonya oriental i la grua del Japó o de Manxúria, en perill d'extinció, i és el lloc de reproducció més gran del món per a la vulnerable gavina de Saunders. El lloc proporciona ocupació estacional per a 20.000 persones per al reg i la collita de joncs, la verificació de les instal·lacions d'exploració de petroli, l'agricultura i l'aqüicultura.

## Contaminació
L'estat de l’aigua a la major part de la conca del riu Liao és pobre o molt pobre i la salut dels ecosistemes de la seva conca està fortament relacionada amb la contaminació química, la pèrdua d’aigua i l'erosió del sòl i la destrucció de l’hàbitat, a la qual s’hauria de prestar més atenció.